# Карлоне, Карло Антонио
Карло Антонио Карлоне, или Карлони (итал. Carlo Antonio Carlone, Carloni; 1635, Ланцо-д’Интельви, Комо, Ломбардия — 3 мая 1708, Пассау, Бавария) — итальянский архитектор, работавший в Австрии в стиле барокко. Представитель большой семьи «комасков» — потомственных каменщиков, лепщиков-декораторов, живописцев и скульпторов XVII—XVIII веков родом с берегов озера Комо в Ломбардии (Северная Италия). Многие из них трудились в Германии, Австрии, Швейцарии.

## Семья мастеров Карлоне
Один из ранних представителей семьи — Таддео Карлоне (1543—1613), живописец, скульптор и архитектор из Генуи. Его сын и ученик — Джованни Баттиста Карлоне (1592—1677), живописец. Другой сын — Джованни Андреа, прозванный «Генуэзец» (Il Genovese, 1590—1630) также был живописцем. Известны живописцы-тессинцы из соседнего Тичино, италоязычного кантона Швейцарии, сыновья другого Джованни Баттиста Карлоне (?) — Карло Инноченцо (1686—1775), ученик Франческо Тревизани, и Диего Франческо (?—1750). Из этой же семьи происходит Карло Антонио Карлоне, архитектор, и другой Карло — живописец-декоратор. Помимо архитектора Карло Антонио в Вене работал ещё один представитель семьи (родственные связи последних не проясняются источниками) — архитектор Доменико Карлоне (1615—1679). Известны и другие художники под фамилией Карлоне.

## Биография Карло Антонио
Карло Антонио родился в семье Пьетро Франческо Карлоне, в Скариа-д’Интельви, Ломбардия, на севере Италии; его братом был Джованни Баттиста Карлони, стуккатор (лепщик-декоратор из стукко — гипса). Вместе с отцом и братом он был главным представителем большой семьи «комасков» (мастеров с берегов острова Комо), каменщиков, архитекторов и скульпторов-декораторов, действовавших в Австрии и Германии в XV—XVIII веках.
Карло Антонио начинал свою деятельность архитектора в Граце (южная Австрия), в зале Капитула, и в церкви во Фрауэнберге, затем в аббатстве Санкт-Флориан (1686—1705), где он построил церковь, считающуюся его лучшим произведением (заканчивал постройки в монастыре Якоб Прандтауэр). Впоследствии он создал капеллу замка Марбах (Визельбург-Ланд) и другие небольшие постройки в монастырях Верхней Австрии, а также церковь иезуитов в Пассау. Ещё одним значительным произведением является фасад церкви Ам-Хоф («При Дворе») в Вене (1662) — первое значительное произведение в стиле барокко в Австрии. Одним из последних его творений является Сантуарий Младенца Иисуса (Santuario di Gesù Bambino), строительство которого было начато в начале XVIII века и завершено другими в последующие годы.
- Церковь Ам-Хоф в Вене. Главный фасад. 1662
- Паломническая церковь Кристкиндль (Младенца Христа). Штайр, Верхняя Австрия
- Интерьер церкви
- Паломническая церковь Гартльберг. Интерьер. 1669—1688
- Церковь Святого Павла в Пассау. Интерьер. 1678
- Церковь Вознесения Девы Марии монастыря Санкт-Флориан. 1686—1705
- Церковь монастыря Санкт-Флориан. Контрфасад
- Цистерцианская церковь Шлирбах, Верхняя Австрия. Интерьер